# ميخائيل رايلي (سياسي)
ميخائيل رايلي هو محامي وسياسي أمريكي، ولد في 15 يوليو 1869 في إمباير في الولايات المتحدة، وتوفي في 14 أكتوبر 1944 في نبتون ‏ في الولايات المتحدة. نشط حزبياً في الحزب الديمقراطي. وقد انتخب عضو مجلس النواب الأمريكي ‏.